# Terje Isungset

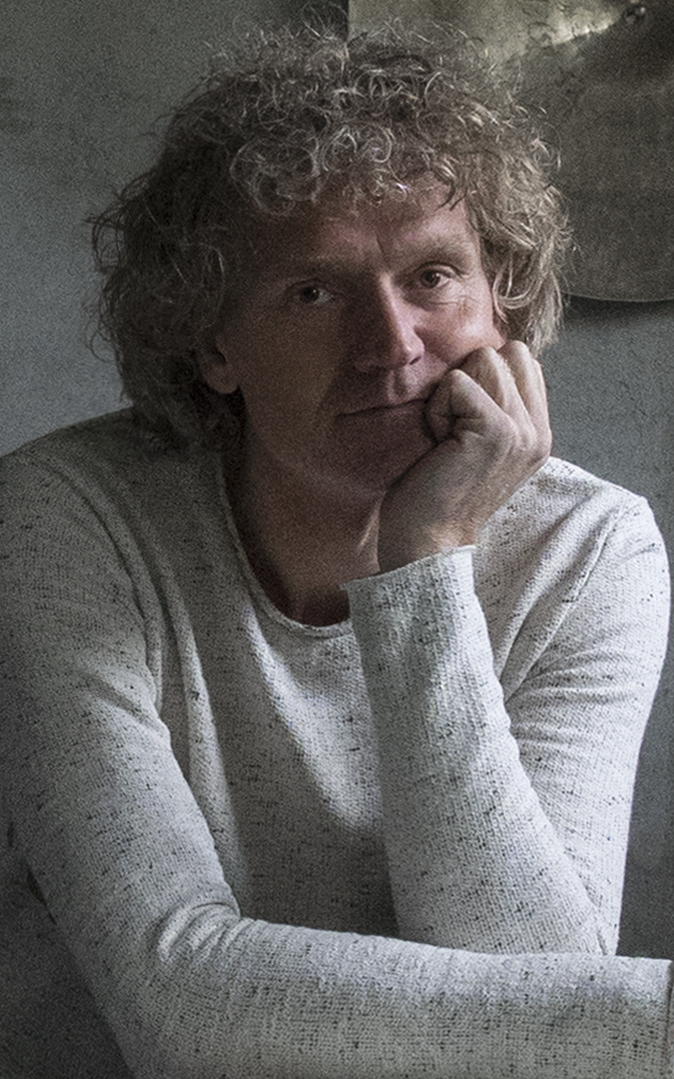
Terje Isungset (2015)

Terje Isungset (* 4. Mai 1964 in Geilo) ist ein norwegischer Jazzperkussionist.

## Wirken
Isungset spielte in den 1980er Jahren in verschiedenen Jazzbands in Bergen und nahm 1984/1985 sein Plattendebüt mit Kenneth Sivertsen auf. Er war seit 1988 Mitglied der Gruppe Orleysa, mit der er zwei Alben aufnahm. In verschiedenen Formationen arbeitete er mit dem Saxophonisten Karl Seglem zusammen, u. a. im Trio Utla mit dem Felespieler Håkon Høgemo. Mit Arne Anderdal bildete er das Duo Firmenningadn.
1997 erschien sein erstes eigenes Album Reise. Beim Moldejazz-Festival 1999 wurde seine Auftragskomposition Floating Rhythms aufgeführt. Duoalben erschienen nach 2000 mit Frode Gjerstad, Didier Petit und Jurma Tapio. Bekannt wurde Isungset durch Auftritte mit selbstgebauten Instrumenten aus Naturmaterialien wie Holz, Stein, vor allem aber aus Eis. Ab 2003 erschienen mehrere mit Eisinstrumenten aufgenommene Alben. Im Jahr 2006 hat er das Eismusikfestival Geilo ins Leben gerufen.
Gemeinsam mit Arve Henriksen entstand 2014 das Album World of Glass. Wie schon die Namensgebung nahelegt: alle darauf zu hörenden Instrumente sind aus Glas, gefertigt von Studenten der Estnischen Academy of Arts. Die Aufnahme entstand überwiegend live vor Publikum in Tallinn.
Ruth Wilhelmine Meyer beteiligte ihn an ihrem Werk Klangbiotoper.

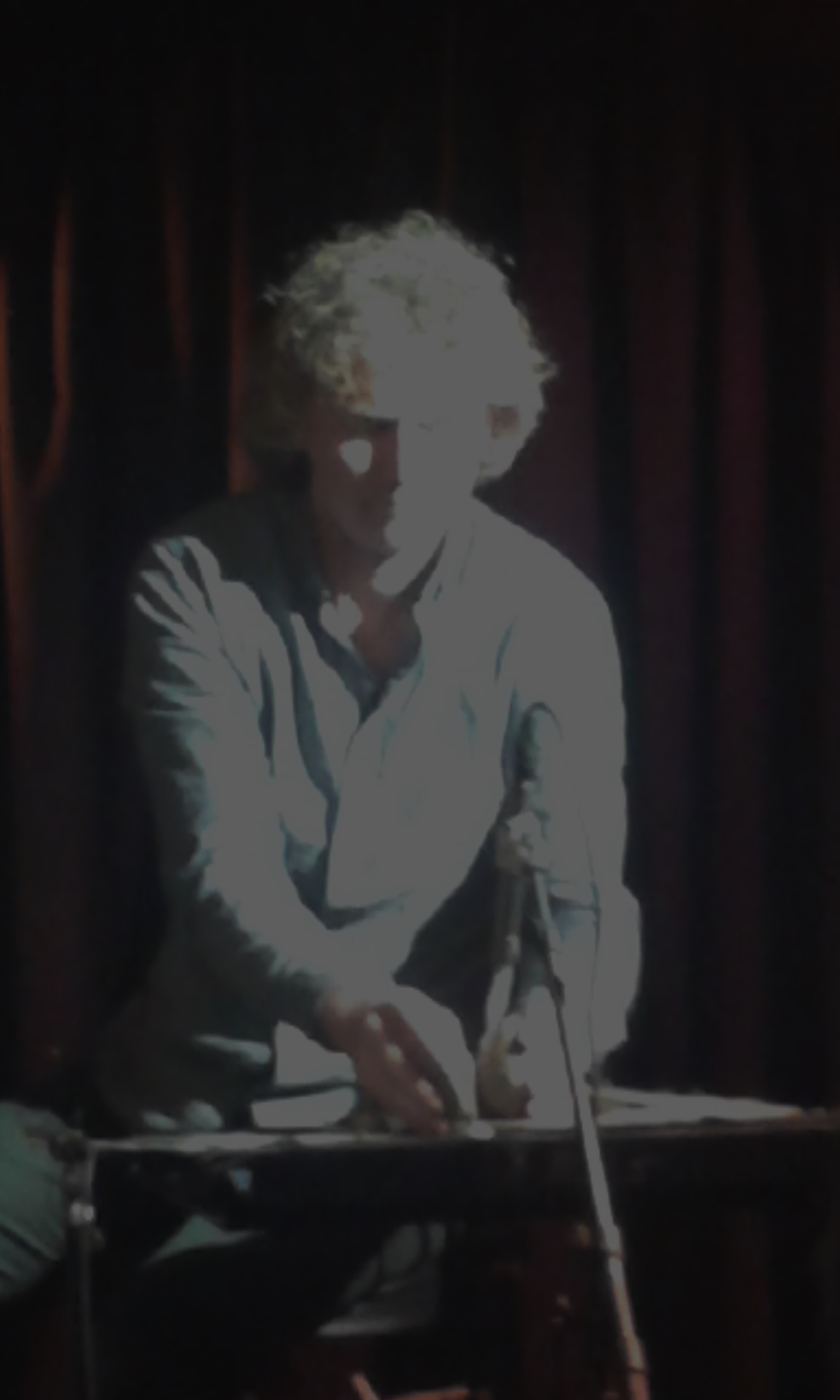
Terje Isungset

## Diskographische Hinweise
- Rom mit Karl Seglem, 1990
- Utla, Trio Utla, 1992
- Null g mit Karl Seglem, 1995
- Reise, Soloalbum, 1997
- Daa mit Arve Henriksen und Karl Seglem, 2000
- Floating Rhythms, 2000
- Fire mit Karl Seglem, 2002
- Shadows and Lights mit Frode Gjerstad, 2002
- Iceman Is, 2002
- Song, Trio Utla, 2003
- Middle of Mist, 2003
- Aikhi mit Jurma Tapio, 2005
- Igloo, 2006 (mit Sidsel Endresen)
- Two Moons, 2007
- Ice Concerts, 2008
- Hibernation, 2009
- Winter Songs, 2010
- World of Glass, 2014 (mit Arve Henriksen)
- Isslottet, 2015
- Oase, 2016 (mit Sissel Vera Pettersen)
- Beauty of Winter (2018)

## Belege
1. ↑  World of Glass (All Ice Records 1409) CD Rezension von Peter Jones (Seite nicht mehr abrufbar, festgestellt im Mai 2024. Suche in Webarchiven)  Info: Der Link wurde automatisch als defekt markiert. Bitte prüfe den Link gemäß Anleitung und entferne dann diesen Hinweis., LondonJazz News 30. Dezember 2014, abgerufen am 8. Januar 2015.
2. ↑  Madli-Liis Parts' video of World of Glass / Tallinn 2011
3. ↑  Uli Lenke: Ruth Wilhelmine Meyer Klangbiotoper. In: Jazz thing. 30. April 2018, abgerufen am 7. Februar 2024.

| Personendaten    | Personendaten                  |
| ---------------- | ------------------------------ |
| NAME             | Isungset, Terje                |
| KURZBESCHREIBUNG | norwegischer Jazzperkussionist |
| GEBURTSDATUM     | 4. Mai 1964                    |
| GEBURTSORT       | Geilo                          |